# مقاطعة بؤالي
بؤالي (بالصومالية: Degmada Bu'aale)‏ هي مدينة زراعية تقع في محافظة جوبا الوسطى في الصومال وعاصمة ولاية جوبالاند في الصومال.

## خلفية تاريخية
خلال العصور الوسطى، خضعت بؤالي والمناطق المحيطة بها لسلطنة أجوران التي بسطت سيطرتها على معظم أنحاء جنوب الصومال وشرق إثيوبيا، وامتدت من هوبيو شمالا، إلى قلافي غربا، و كيسمايو جنوبا.
في أوائل العصر الحديث خضعت منطقة بؤالي لسلطنة جلادي، و اندمجت المملكة فيما بعد في محمية الصومال الإيطالي في عام 1910 بعد وفاة عثمان أحمد آخر سلاطين السلطنة، بعد استقلال الصومال عام 1960، أصبحت مدينة بؤالي مركز مقاطعة بؤالي بشكل رسمي.

## الجغرافيا

### الموقع
تقع مقاطعة بؤالي في وادي جوبا الخصب في جنوب شرق الصومال، وتعتبر مدينة جمامة التي تبعد 22كم أقرب المدن إليها ثم جلب التي تبعد 97كم، ثم مركا 337كم.

### المناخ
تتمتع بؤالي بمناخ جاف حار ( حسب تصنيف كوبن BWh ) ، على الرغم من كونها تشهد أمطارا سنوية تقدر بحوالي 375 مليمتر أو 15 بوصة، ويتسبب التبخر بطقس حار على مدار العام، مع رياح موسمية وأمطار غير منتظمة مع الجفاف المتكرر، و تبدأ أمطار الربيع، المعروفة أيضًا باسم الرياح الموسمية الجنوبية الغربية، في أبريل وتستمر حتى يوليو، و يتبع موسم الربيع موسم الجفاف الصيف.

## روابط خارجية
- مقاطعات الصومال
- الخريطة الإدارية لمقاطعة بؤالي